# Claire Bonebakker

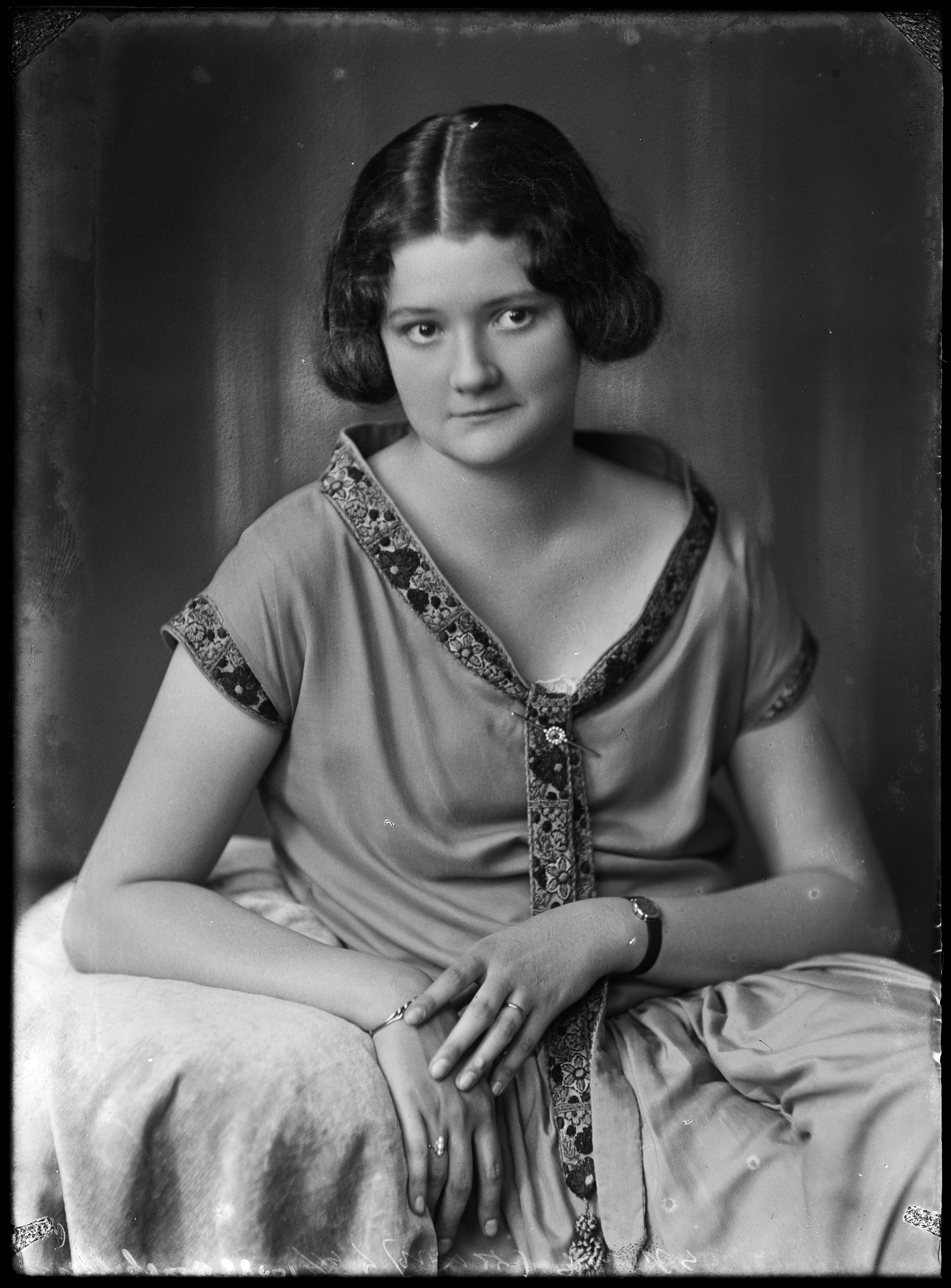
Claire Bonebakker, ca. 1924

Clara „Claire“ Johanna  Bonebakker (* 1. Mai 1904 in Surabaya, Indonesien; † 9. September 1979 in Taxco de Alarcón, Mexiko) war eine niederländische Malerin.

## Leben
Clara Bonebakker war das älteste Kind von Willem Christiaan Bonebakker (1866–1951), der bei der Kolonialbank in Surabaya arbeitete, und von Clara Constance Jacoba Bauer (1876–1923), Tochter des medizinischen Direktors der dortigen psychiatrischen Klinik. 1906 kam ihr Bruder zur Welt, der zwei Tage nach der Geburt starb, 1909 wurde ihre Schwester Annie „Ant“ geboren.

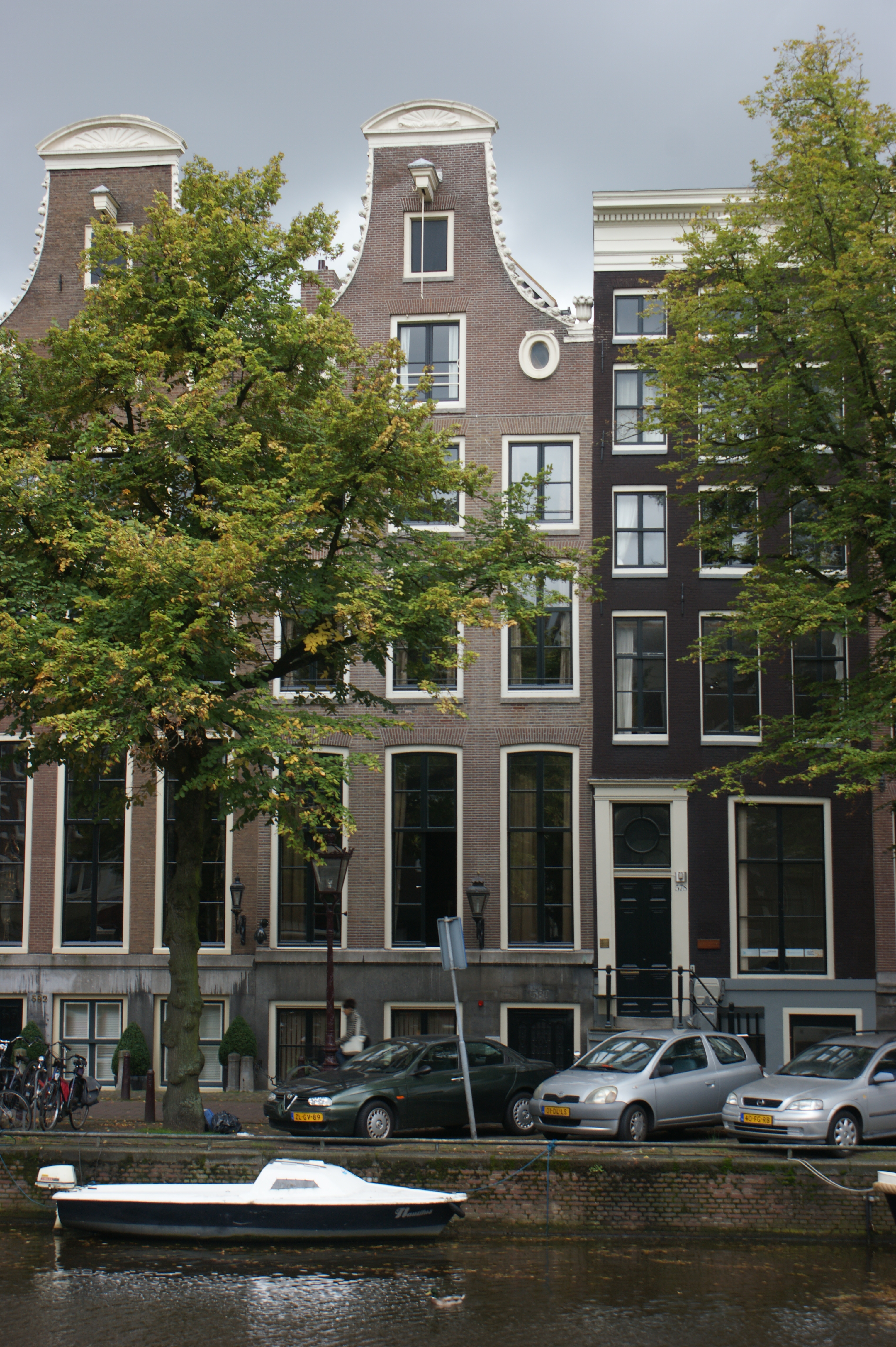
Keizersgracht 580, Amsterdam

1915 kehrte die Familie in die Niederlande zurück, kaufte das Haus Keizersgracht 580 und ließ sich in Amsterdam nieder, wo der Vater Direktor der Kolonialbank wurde. Clara besuchte eine private Grundschule und anschließend das Lyzeum für Mädchen in der Pieter de Hoochstraat. Mit 16 Jahren erhielt sie auf Veranlassung ihrer Zeichenlehrerin und Freundin der Familie Louise Beijerman zusätzlichen Zeichenunterricht. Von 1921 bis 1922 besuchte sie das „Mädcheninternat 't Kopje“ in Bloemendaal. Nach dem Tod ihrer Mutter 1923 zog sie mit ihrer Familie in eine Wohnung in der Jan van Goyenkade 24 im Apartment-Komplex „Westhove“ im Amsterdamer Süden. Das Haus in der Keizersgracht 580 wurde an den neu gegründeten Nederlandsche Vrouwenclub verkauft, dem Clara Bonebakker einige Zeit lang angehörte, ebenso wie dem niederländischen Fechtverband. Im November 1926 heiratete sie Theodoor „Theo“ Meindert Verrijn Stuart (1902–1984), der in der Schriftgießerei seines wohlhabenden Vaters arbeitete. Die Ehe wurde im August 1930 wieder geschieden.
Claire Bonebakker begann 1930 verstärkt zu malen und zu reisen. Sie nahm mehrere Jahre Unterricht beim Landschafts- und Porträtmaler Ernst Richard Dietze in Dresden und ab 1933 in Paris beim Landschaftsmaler Anders Osterlind. Dort wurde sie Mitglied des „Salon Du Dessin et de la Peinture a l’Eau“ und der „Union des femmes peintres et sculpteurs“, der Gewerkschaft für Maler- und Bildhauerinnen. 1934 stellte sie im Salon des Tuileries ein Stillleben aus. In Paris lernte sie den wohlhabenden Bankdirektor Karel „Kees“ Gustaaf Goedewaagen (1891–1945) kennen, den sie im September 1934 heiratete. Das Paar, das sich in Jetset-Kreisen bewegte, zog in die Jacob Obrechtstaat 56 in Amsterdam. Auch diese Verbindung endete mit der Scheidung im April 1939. Im September 1939 mietete Claire Bonebakker vom Künstler Frits Lensveld einen Teil des „Dijkhuis“  zwischen Vrouwenpolder und der Künstlerstadt Veere. In der ländlichen Umgebung malte und zeichnete sie viel und arbeitete im Gemüsegarten. Im Juli 1941 heiratete sie Lambert Martinus Prinsen Geerligs (1899–1959) und pendelte zwischen Walcheren und Den Haag, bis sie 1942 kriegsbedingt aus Zeeland evakuiert wurde.
Erst 1945 beteiligte Claire Bonebakker sich wieder an Ausstellungen. 1946 ließ sie sich in Veere nieder. Sie lebte in dem Haus „De Coerenblom“ aus dem 17. Jahrhundert am Kaai 57, das ihr Vater später für sie kaufte. Sie renovierte das Haus, gestaltete Atelier und Garten besonders farbenfroh und richtete ihr Haus mit Teppichen und Vorhängen nach eigenen Entwürfen ein, die sie in der Weberei „Het Paapje“ in Voorschoten weben ließ. In den folgenden Jahren pflegte Bonebakker einen geselligen Lebensstil, empfing Gäste und Kolleginnen, wie Louise Beijerman, Jeanne Bieruma Oosting und Sárika Góth, malte und stellte im In- und Ausland aus. Von 1947 bis 1954 führte Bonebakker eine längere Beziehung mit dem verheirateten Sportlehrer Jan Hendrik Koers (1905–1980), der auch bei ihr wohnte. Ihre dritte Ehe wurde allerdings erst 1949 offiziell geschieden. Von Juni 1955 bis zur Trennung im November desselben Jahres war sie erneut verheiratet, diesmal mit dem Maler Walther Johannes Franz von Bernuth (1891–1977). Sie liebte Autos, Reisen, aufwändige Kleidung und trug schon früh Hosen und Bikinis zu einer Zeit, als es für Frauen noch nicht selbstverständlich war. Aufgrund ihrer Affären hatte sie in Veere den Ruf, eine „lockere Moral“ zu haben.
Im Dezember 1956 reiste Claire Bonebakker mit ihrem Hund Lucio nach Mexiko zu dort lebenden Bekannten. Von 1958 bis 1959 ließ sie nach ihren Vorstellungen das Haus „La Cumbre Soñada“ (Der geträumte Berggipfel) in Taxco de Alarcón erbauen, einen üppigen Garten anlegen und sie sorgte dafür, dass ihr Hausrat aus Veere und ihr Auto aus den Niederlanden geschickt wurden. Da das Erbe ihres Vaters zur Neige ging, richtete sie auch einige Nebengebäude für zahlende Gäste ein und ein Restaurant. In Folge kamen Prominente wie Prinz Bernhard, Brigitte Bardot, Joseph Luns, Belcampo (Herman Schönfeld Wichers) und Willem Oltmans nach „La Cumbre Soñada“. Dennoch verschlechterte sich Bonebakkers finanzielle Situation ebenso wie ihr Gesundheitszustand, so dass sie 1973 das Anwesen verkaufen musste. Sie lebte eine Zeit lang in Cuernavaca und zog 1975 in ein Miethaus in Taxco de Alarcón, wo sie von ihren Mitarbeitern Pedro und Juanita bis zu ihrem Tod im September 1979 umsorgt wurde. Ihr Grab befindet sich auf dem Friedhof von Taxco.

## Werk
1937 war Claire Bonebakker eine von drei niederländischen Künstlern, denen erlaubt wurde, die indische Prinzessin Gusti Raden Ayu Siti Nurul Kamaril Ngasarati Kusumowardhani zu porträtieren. Sie malte hauptsächlich Blumen, Stadtansichten, Landschaften, Stillleben und Porträts im spätimpressionistischen Stil. Sie nutzte Aquarellfarbe, Tusche, Ölfarbe und fertigte Federzeichnungen.
Ihre Arbeiten wurden in den 1950er Jahren expressionistischer und farbenfroher. Von den zeitgenössischen Rezensenten wurde „ihr sanfter Malstil und ihre Farbverwendung“ geschätzt. Ihre Aquarelle und Zeichnungen erhielten gute Kritiken, nur ihre „schweren Ölgemälde“ wurden meist als zu oberflächlich eingeordnet.
Claire Bonebakker lebte und arbeitete einen wichtigen Teil ihres Lebens in Veere. Sie gilt zusammen mit Mies Callenfels-Carsten, Anneke van der Feer, Lucie van Dam van Isselt, Ada Lowith, Sárika Góth, Jemmy van Hoboken, Ina Rahusen und Bas van der Veer als eine der Veerse Joffers. Die Veerse Joffers waren eine Gruppe von Künstlerinnen, die in Veere arbeiteten und im Sommer zusammen ausstellten.
Bonebakker war Mitglied verschiedener Künstlervereinigungen, wie der Kunstenaarsvereniging Sint Lucas in Amsterdam, ab 1950 bei De Zeester, einem Künstlerkollektiv für Frauen, und bei der „Grupo de Acuarelistas de Baleares“ auf Mallorca. Das Werk „Waller See“ von Claire Bonebakker befindet sich in der Sammlung des Stedelijk Museum Amsterdam.

## Ausstellungen (Auswahl)
- 2017: Claire Bonebakker, Frits Lensveld en het Dijkhuis. Museum Veere. Veröffentlichung des Briefwechsels zwischen Bonebakker und Lensveld durch seinen Enkel Art Hesselink.
- 2002: Zonder kleur kan ik niet leven. Marie Tak van Poortvliet Museum, Domburg. Veröffentlichung eines Buches ihrer Nichte Ita Rümke über sie.
- 1956: Mitgliedsausstellung der „Grupo de Acuarelistas de Baleares“, Mallorca. Auszeichnung mit einer Goldmedaille
- 1953: De Zeester met Zwitserse invité's. „Vrouwenvereniging De Zeester“, Museum Fodor, Amsterdam
- 1952/1953: Retrospektivausstellung. Galerie Doucet, Paris, Frankreich
- 1949: Haagse Kunstenaars. Kunstmuseum Den Haag
- 1945: Kunst in Vrijheid Rijksmuseum Amsterdam
- 1941: Mitgliedsausstellungen der Kunstenaarsvereniging Sint Lucas, Stedelijk Museum Amsterdam
- 1941: Pro Arte Christiani. Stedelijk Museum Amsterdam
- 1940: Sint Lucas 1880-1940. „Kunstenaarsvereniging Sint Lucas“, Stedelijk Museum Amsterdam
- 1939/1940: Onze kunst van heden. Rijksmuseum, Amsterdam
- 1938: Salon des Tuileries, Paris
- 1938: Mitgliedsausstellungen der „Kunstenaarsvereniging Sint Lucas“, Stedelijk Museum Amsterdam
- 1938: Einzelausstellung. Galerie „Santee Landweer“, Amsterdam
- 1934: Stillleben. Salon des Tuileries, Paris[1][5]